# KASE-FM
Pour les articles homonymes, voir Kase (homonymie).
KASE-FM, également connue sous le nom KASE 101, est une station de radio musicale américaine, ayant un format radio country, diffusant ses programmes sur Austin, dans l'État du Texas, sur la fréquence 100,7 FM. Elle est une radio du groupe de médias iHeartMedia, Inc. (anciennement Clear Channel Communications).
KASE-FM fait partie, selon la société de mesure d'audience Nielsen Audio, l'une des trois stations de radio les plus écoutées d'Austin ; sa matinale, le Bobby Bones Show, est notamment la matinale à la plus forte audience sur Austin en 2013.

## Historique
KASE-FM commence ses opérations le 30 mars 1969, jouant de la musique de beau format automatisé. Elle était co-détenue avec KVET 1300 AM, une station country AM populaire. KASE-FM était alimenté à 26 500 watts, un quart de sa puissance actuelle.
Après un peu plus d'une décennie à l'antenne, la direction a vu une ouverture pour un nouveau format FM à Austin. Alors que la station AM continuerait à diffuser un style de musique country et western plus ancien, KASE-FM a été conçu pour plaire aux jeunes fans de country.